# Колонія-Біч (Вірджинія)
Колонія-Біч (англ. Colonial Beach) — місто (англ. town) в США, в окрузі Вестморленд штату Вірджинія. Населення — 3908 осіб (2020).

## Географія
Колонія-Біч розташована за координатами 38°15′52″ пн. ш. 76°59′37″ зх. д. / 38.26444° пн. ш. 76.99361° зх. д. (38.264407, -76.993729).  За даними Бюро перепису населення США в 2010 році місто мало площу 7,46 км², з яких 6,60 км² — суходіл та 0,86 км² — водойми.

## Демографія
Згідно з переписом 2010 року, у місті мешкали 3542 особи в 1588 домогосподарствах у складі 940 родин. Густота населення становила 475 осіб/км².  Було 2382 помешкання (319/км²).
Расовий склад населення:
| - 78,0 % — білих - 16,7 % — чорних або афроамериканців - 0,9 % — азіатів - 0,5 % — корінних американців - 0,1 % — вихідців з тихоокеанських островів |

До двох чи більше рас належало 2,9 %. Частка іспаномовних становила 2,5 % від усіх жителів.
За віковим діапазоном населення розподілялося таким чином: 20,2 % — особи молодші 18 років, 58,8 % — особи у віці 18—64 років, 21,0 % — особи у віці 65 років та старші. Медіана віку мешканця становила 46,8 року. На 100 осіб жіночої статі у місті припадало 89,1 чоловіків;  на 100 жінок у віці від 18 років та старших — 84,0 чоловіків також старших 18 років.
Середній дохід на одне домашнє господарство  становив 57 104 долари США (медіана — 43 929), а середній дохід на одну сім'ю — 73 729 доларів (медіана — 69 837). Медіана доходів становила 51 930 доларів для чоловіків та 50 671 долар для жінок. За межею бідності перебувало 11,1 % осіб, у тому числі 22,5 % дітей у віці до 18 років та 6,0 % осіб у віці 65 років та старших.
Цивільне працевлаштоване населення становило 1648 осіб. Основні галузі зайнятості: мистецтво, розваги та відпочинок — 15,2 %, будівництво — 13,3 %, публічна адміністрація — 13,0 %.